# Microhyla ornata
Microhyla ornata är en groddjursart som först beskrevs av André Marie Constant Duméril och Gabriel Bibron 1841.  Microhyla ornata ingår i släktet Microhyla och familjen Microhylidae. IUCN kategoriserar arten globalt som livskraftig. Inga underarter finns listade i Catalogue of Life.